# Зільбермінц Веніамін Аркадійович
Зільбермінц Веніамін Аркадійович — російський геолог та геохімік родом з Полтавщини. Учень Володимира Вернадського. Репресований у СРСР.

## Біографія
Народився в Полтаві в родині лікаря Аркадія Григоровича Зільбермінца. 
Навчався у Київському університеті з 1904 року, пізніше перевівся до Петербурзького університету, який закінчив у 1911 чи 1912. Під час навчання у Петербурзькому університеті одружився з Соф'єю Сажиною, в них 20 липня 1909 року народилася донька Людмила. Після закінчення працював асистентом кафедри мінералогії до 1915 року, а також був хранителем Ґрунтознавчого музею. У 1915—1917 роках пішов добровольцем у медично-санітарну службу Південно-Західного фронту за Першої світової війни . У 1917—1922 роках повернувся до Петербурзького університету. З 1918 року працював у Геологічному комітеті.
У 1922 році переїхав до Москви через призначення професором Московського вищого технічного училища, пізніше також професором Московської гірничої академії. У 1923 році очолив геохімічну лабораторію Московського державного університету, яка з 1927 перейшла до Інституту прикладної мінералогії.
28 червня 1938 року заарештований НКВС. 21 лютого 1939 року розстріляний. У долі свого учня активну участь брав Володимир Вернадський, намагався врятувати його з в'язниці.

## Родина

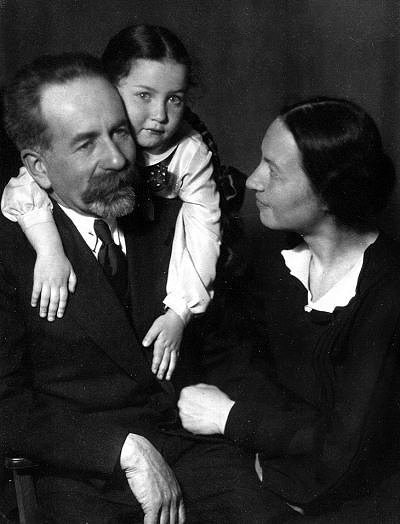
Веніамін Зільбермінц з дружиною Наталією та донькою Оленою. Фото 1938 року

Перша дружина — Соф'я Сажина (1898—1961), племінниця Сергія Вітте, донька полтавського земського лікаря Миколи Сажина та його дружини Олександри Августівни. Закінчила Бестужевські курси та Перший жіночий медичний інститут. Працювала бактеріологом.
Донька від першого шлюбу Людмила (1909—1972), доцент Ленінградського інституту культури, бібліограф.
Другою дружиною була Наталія Олександрівна Власова (1899—1989), професор-психіатр. У другому шлюбі мав доньку Олену, геолога, спеціаліста з інфрачервоної спектроскопії.(1933—2000).

## Наукова діяльність
Досліджував розподіл рідкісноземельних металів у мінералах, зокрема у вугіллі. Розробив основи видобутку цих металів, виділив оксид германію з вугілля.

## Наукові праці
- «Поездка в Питкяранту» (1910)